# Kelainó (hárpia)
Kelainó (ógörögül: Κελαινώ, latinul: Celaino) a három harpüia – félig állat félig ember szörnyek – egyike. Két testvére Óküpété és Aelló. Testvéreivel együtt elesett katonák és kisgyermekek testéből táplálkozott. A hárpiák valamikor gyönyörű nők voltak. Zeusz egy vak próféta, Phineasz elrablásával bízta meg őket. Iaszón és az argonauták legyőzték őket.
Nevének jelentése: „sötétség”. Két testvérével együtt a viharok három jellegzetességét képviselték. Kelainó volt köztük a jós, aki Aineiasznak is jósolt.

## Fordítás
- Ez a szócikk részben vagy egészben  a   Caleino című angol Wikipédia-szócikk fordításán alapul.  Az eredeti cikk szerkesztőit annak laptörténete sorolja fel. Ez a jelzés csupán a megfogalmazás eredetét és a szerzői jogokat jelzi, nem szolgál a cikkben szereplő információk forrásmegjelöléseként.